# Berijew WWA-14
Die Berijew WWA-14 (russisch Бериев ВВА-14) oder Bartini WWA-14 ist ein sowjetisches Experimentalflugzeug, das von Berijew gefertigt wurde.

## Entwicklung
Dieses Luftfahrzeug stellt ein strahlgetriebenes Amphibien-VTOL-Flugzeug dar, das auch Bodeneffekt-Eigenschaften besitzt. Die russische Typenbezeichnung WWA leitet sich ab von вертикально-взлётная амфибия (wertikalno-wsljotnaja amfibija), vertikal startendes Amphibienflugzeug. Die 14 steht für die ursprünglich vorgesehene Triebwerksanzahl. Das Flugzeug sollte als Prototyp für senkrecht startende Anti-U-Boot-Flugzeuge dienen. Es wurde von Robert Bartini konstruiert. Berijew erhielt den Auftrag, drei verschiedene Konfigurationen als Prototypen zu fertigen.
Die Schwimmer sollten möglichst wenig Luftwiderstand bieten. In diesem Zusammenhang wurde auch darüber nachgedacht, auf- und ausblasbare Schwimmer (Ballons) zu verwenden, um den Luftwiderstand im Flug zu minimieren. Der erste Prototyp sollte nur der aerodynamischen Untersuchung dienen. Der zweite Prototyp sollte zusätzliche Triebwerke bekommen, die unter den Rumpf bliesen, um den Wasserstart zu erleichtern. Für diesen zweiten Prototyp war eine Fly-by-wire-Steuerung vorgesehen. Der dritte Prototyp sollte mit allen Arten von Anti-U-Boot-Waffen und den entsprechenden Sensoren ausgerüstet werden können.
Nach einem Beschluss des Ministerrats vom 11. November 1965 sollte Bartini innerhalb von anderthalb Jahren einen Prototyp bauen. Er fand jedoch erst Ende 1966 mit dem stellvertretenden Chefkonstrukteur des Hubschrauberwerks 938 in Uchta W. Birgulin und seinen Mitarbeitern geeignete Fachleute für die Entwicklung. 1968 wurde dann für Bartini ein eigenes OKB eingerichtet und für den Erstflug eines Prototyps die Jahresmitte 1971 festgelegt. Der Jungfernflug des ersten Prototyps fand am 4. September 1972 in Taganrog statt, zunächst noch ohne Schwimmer, aber mit einem provisorischen Fahrwerk. Auf- und ausblasbare Ballon-Schwimmer wurden 1974 eingebaut, und die Gleitversuche auf dem Wasser verliefen erfolgreich, allerdings konnten die pneumatisch aufgeblasenen Schwimmer auf dem Wasser nur bis zu einer Gleitgeschwindigkeit von 36 km/h verwendet werden. Der erste Flugstart mit diesen Ballon-Schwimmern am Rumpf erfolgte am 11. Juni 1975. Im Flug hielten die aufgeblasenen Schwimmer den aerodynamischen Belastungen problemlos stand. Trotzdem wurden sie gegen feste Schwimmer aus Metall ausgetauscht. In diesem Zuge wurde das Rumpfvorderteil verlängert und dort die Triebwerke zum Unterblasen des Rumpfes montiert. Die zwölf ursprünglich vorgesehenen RD-36-Hubtriebwerke, die im Rumpf im Bereich des Schwerpunkts vorgesehen waren, wurden nie eingebaut.
Der gesamte Rumpf war überwiegend aus Aluminium gefertigt, die Außenhaut bestand zum großen Teil aus Sandwichstrukturen. Auf dem hinteren Rumpf waren die Marschtriebwerke angebracht. Das Tragwerk bestand aus einem Tragflügel relativ geringer Spannweite ohne Pfeilung. An der gesamten Vorderkante waren Vorflügel angebracht, an der Rückseite befanden sich die Querruder und die Landeklappen. Zum autarken Betrieb war eine Hilfsturbine an Bord.
Die Besatzung bestand aus drei Personen: Pilot, Navigator und Waffenbediener, für die jeweils ein K-36L-Schleudersitz als Rettungsmittel zur Verfügung stand.
Der zweite Prototyp wurde bei einem Brand zerstört, der Bau des dritten wurde in einem frühen Stadium der Fertigstellung eingestellt. Alle weiteren Versuche wurden nun mit dem ersten Prototyp durchgeführt, der sich heute in schlechtem Zustand im Zentralen Museum der Luftstreitkräfte der Russischen Föderation in Monino bei Moskau befindet.

## Technische Daten

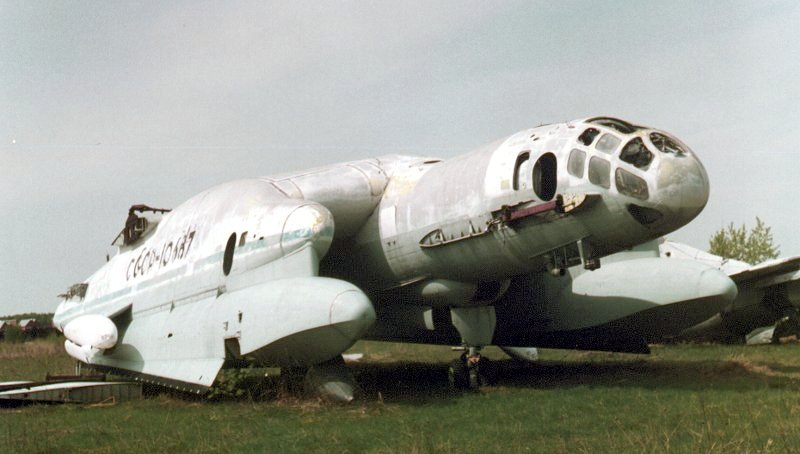
Der Rumpf der WWA-14 in Monino

| Kenngröße              | Daten                                                                         |
| ---------------------- | ----------------------------------------------------------------------------- |
| Besatzung              | 3                                                                             |
| Länge                  | 25,97 m                                                                       |
| Spannweite             | 28,50 m                                                                       |
| Höhe                   | 6,79 m (mit Schwimmern)                                                       |
| Flügelfläche           | 217,79 m² (Seitenruder 22,75 m², Höhenruder 6,33 m²)                          |
| Leermasse              | 35.400 kg (22.236 kg ohne Triebwerke)                                         |
| max. Startmasse        | 52.000 kg                                                                     |
| Triebwerke             | zwei Solowjow D-30(M)-Turbofans mit je 64,7 kN Schubkraft                     |
| Kraftstoffzuladung     | 14.000 kg                                                                     |
| Höchstgeschwindigkeit  | 760 km/h                                                                      |
| Mindestgeschwindigkeit | 360 km/h                                                                      |
| Flugdauer              | maximal 2:25 h (Patrouille)                                                   |
| Dienstgipfelhöhe       | 10.000 m                                                                      |
| Reichweite             | 2.450 km                                                                      |
| Bewaffnung             | 16 Wasserbomben PLAB-250-120, 2 Torpedos, 8 Minen IGDM-500 insgesamt 2.000 kg |